# 東ローマ内戦 (1352年 - 1357年)
東ローマ内戦（ひがしローマないせん）とは、皇帝ヨハネス6世カンタクゼノスと共同皇帝だったヨハネス5世パレオロゴスとの間で行われた内戦。戦闘自体はオスマン帝国の支援を受けたヨハネス6世が勝利したが、その後ヨハネス5世によるクーデターで隠遁した

## 経過
名目上の共同皇帝とされていたヨハネス5世は、ヨハネス6世がジェノヴァとの戦いに敗北した事を契機にして、ブルガリア、セルビアと同盟を結んでテッサロニキでヨハネス6世排除のために反乱を起こした。
対するヨハネス6世はオスマン帝国に助けを求めた。娘婿でもあるオルハンはこの求めに応じて援軍を派遣した。オスマン軍はヨハネス5世の軍勢を打ち破り、ヨハネス5世は国外への逃亡を余儀なくされた（その後ジェノヴァ人の支援でクーデターを起こし、ヨハネス6世を隠遁させて復位している）。オスマン帝国はその報酬としてダーダネルス海峡沿いの都市を占拠し、ヨーロッパ大陸の足掛かりを得た。